# Vortekaktus
Vortekaktus (Mammillaria) er en af de største kaktusfamilier med pt. 171 kendte arter og varieteter.
Hos nogle vortekaktus virker tornene ofte som en persienne. I tørkeperioder skrumper vorterne ind og tornene ligger tæt mod hinanden. Efter vandoptagelse svulmer vorterne op igen og solens lys kan igen trænge ind til planten.